# Cultura do Quénia

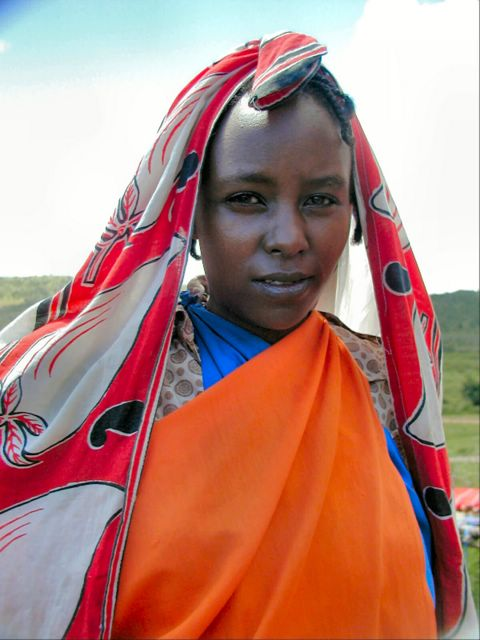
Mulher queniana.

A cultura de Quênia consiste em múltiplas tendências. O Quênia não possui uma cultura única e proeminente que a identifique. Em vez disso, é composto de várias culturas praticadas pelas diferentes comunidades do país.
O país tornou-se mais conhecido através da visão que Karen Blixen deixou no seu livro "África Minha" que, mais tarde, seria adaptado ao cinema por Sydney Pollack, com Meryl Streep.
Por direito próprio, porém, o Quénia tem uma cultura predominantemente popular e multifacetada em virtude de um número extraordinário de tribos diferentes (cerca de 70), como os masai, os cambas, os quicuios e os calenjins.

## Cozinha
Não existe um prato singular que represente todo o Quênia. Diferentes comunidades têm seus próprios alimentos nativos. Os grampos são milho e outros cereais, dependendo da região, incluindo millet e sorgo comido com várias carnes e vegetais. Os alimentos que são consumidos universalmente no Quênia são ugali, sukuma wiki e nyama choma. A cozinha costeira do Quênia é muito única e altamente considerada em todo o país.
Sukuma wiki, uma frase  Swahili que literalmente significa "empurrar a semana", é um prato simples feito com verdes semelhantes a kale ou  collards que também podem ser feito com folhas de mandioca, folhas de batata doce ou folhas de abóbora. O nome do Swahili vem do fato de que normalmente é comido para "passar a semana" ou "esticar a semana". Nyama choma é carne grelhada - geralmente cabra ou ovelha. Está grelhado sobre uma lareira. Geralmente é comido com ugali e kachumbari.
Entre os  Luhya que residem na região ocidental do país,  ingokho  ( chicken) e ugali é uma refeição favorita. Além disso, eles também comem tsisaka, miroo, managu e outros pratos. Na [[Província do Vale do Rift], o  Kalenjin há muito fez mursik, que eles têm com  kimyet  (ugali) e um vegetal saborear chamado  isageek . Também entre os  Kikuyu do Quênia Central, muitos tubérculos, incluindo  ngwaci  (batata doce,  ndũma  (taro root), conhecido no Quênia como araruta,  ikwa  ( yams), e  mianga  (mandioca) são comidos, bem como legumes como feijão e um feijão Kikuyu conhecido como  njahi . Entre os  Luo que residem na região ocidental ao redor do Lago Victoria, "kuon" (Ugali) e "rech '" é um favorito, bem como "gweno" (frango), "Aliya "(carne seca do sol)," Onyoso "(tipo de formiga)," Ng'wen "(termitoidae)," Dede "(gafanhotos), várias aves e vegetais verdes" Alode ", como" Osuga "," Akeyo " "Muto", "Dodo", "Dek", "Apoth" e "Bo", todos consumidos com Ugali.
Ao viajar ao redor do país, as diferenças distintas são observadas principalmente com base em quais alimentos estão disponíveis localmente em torno dessas áreas. Os grãos são um alimento básico para grupos que cultivam grãos (por exemplo, Kikuyu, Embu, Meru, Kisii, etc.). Outras comunidades como a Luo e a comunidade costeira têm  peixe e frutos do mar para o alimento básico, pois estão disponíveis nessas áreas. Em áreas semiáridas como o Turkana, os alimentos produzidos a partir de sorgo são alimentos básicos mais comuns. À medida que você se move em direção à cidade - os alimentos mantidos pelas famílias que trabalham variam de acordo com a preferência e a etnia. Arroz e ensopado são mais comuns com famílias trabalhadoras e outros pratos como chapati (parantha), guisado de frango, etc.

## Roupa nacional
Com mais de 42 comunidades étnicas com suas próprias práticas tradicionais e símbolos únicos para eles, esta é uma tarefa que se mostrou indescritível. No entanto, várias tentativas foram feitas para projetar uma roupa que pode ser usada como um vestido nacional, bem como o Kente de Gana.
Kitenge é um tecido de algodão feito em cores e design através de  tie-and-dye e bordados pesados. É geralmente usado por várias populações do Quênia. Embora também seja usado em muitos outros países africanos, o Kitenge ainda não será aceito no Quênia como um vestido oficial, pois é usado apenas durante cerimônias e funções não oficiais. Os Maasai usam roupas vermelhas escuras para simbolizar seu amor pela terra e sua dependência. Ele também representa coragem e sangue que lhes é dado pela natureza.
A Kanga (Khanga, Lesso) é outro pano que é de uso comum em praticamente todas as casas do Quênia. O Kanga é uma peça de roupa sobre 1,5 metros (4 ft 11 in) por 1 metro (3 ft 3 in), tela impressa com verbos bonitos em swahili (ou inglês) e é largamente usada por mulheres ao redor da cintura e do tronco .

## Música
O Quênia é o lar de uma diversidade de estilos de música, que vão desde música popular importada, afro-fusão e música benga para músicas tradicionais  folk. A guitarra é o instrumento mais popular na música queniana, e as músicas muitas vezes apresentam ritmos de guitarra intrincados. O guitarrista mais famoso do início do século 20 foi Bonie Makie. Outros músicos notáveis da era dos anos 60 incluem Fadhili Williams, reconhecido por muitos como o autor da música de sucesso "Grace Phillips" que mais tarde foi reeditada por Miriam Makeba, Boney M e Daudi Kabaka.
A música popular nos anos 1980 e 1990 no Quênia poderia ser dividida em dois gêneros: o som swahili e o som congolês. Existem diferentes estilos regionais, e alguns artistas criam "pop hotel" orientado para turistas que é semelhante à música ocidental. Them Mushrooms, mais tarde renomeado Uyoga, foi um dos grupos populares nesta era.
No passado recente, surgiram novas variedades de música popular moderna que são principalmente derivados locais do hip-hop ocidental. Dois subgêneros surgiram: "Genge" e " Kapuka" bate ". Isso revolucionou a popular música queniana e criou uma indústria dominada pela juventude. Há também hip hop queniano subterrâneo que recebe menos reprodução de rádio do que Kapuka ou Genge porque é menos orientado para o clube e mais focado em comentários sociais. Os primeiros pioneiros incluem Poxi Presha, Kalamashaka e K-South. Em Nairobi, o hip-hop é visto como mais de um estilo do que como uma cultura musical. Existe uma grande correlação entre os jovens que escutam a música rap e seu status econômico no país, a maioria delas provenientes de origens econômicas ricas. Uma vez que o hip-hop é retratado através de roupas, revistas e CDs, todos caros, apenas os indivíduos mais ricos podem desfrutar desses luxos.
Os artistas comuns incluem  Nameless, Redsan, Necessary Noize, Nonini, Juacali, Kleptomaniax, Longombas, Suzzanna Owiyo, Achieng Abura, Eric Wainaina e outros. Seus sons correm da gama de Reggae / Ragga, Pop, Afro-Fusion para Hip-Hop. A música queniana contemporânea está se tornando bastante popular, com canais de música africanos, como [Channel O]] e MTV Base, dando-lhes uma audiência maior (um híbrido de línguas quenianas e inglês / Swahili).
Os Kisima Music Awards, que reconhecem o talento musical em toda a África Oriental, foram fundados e atualmente estão localizados no Quênia. Todos os anos, numerosos artistas quenianos levam categorias no esquema.
O Coral Africano da Criança apresenta crianças, muitas das quais são órfãs, do Quênia, bem como de outros países africanos vizinhos.

## Cinema

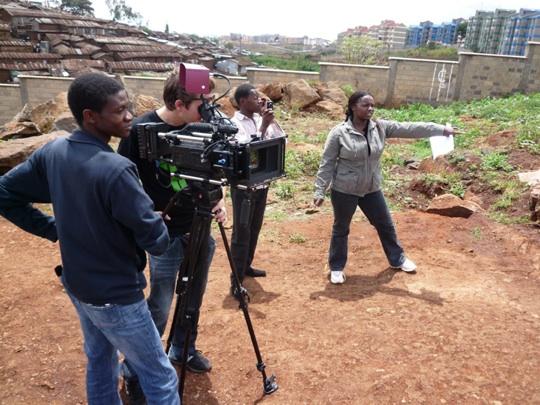
Filmmaker Nathan Collett (with camera) shooting feature film Togetherness Supreme in collaboration with Kibera youth trainees.

O governo não apoiou muito o setor cinematográfico no Quênia. Poucos filmes produzidos localmente foram, portanto, liberados. No entanto, uma série de produções estrangeiras foram filmadas no país. O filme mais recente é o premiado '[The Constant Gardener (filme) | The Constant Gardener]]' 'dirigido por Fernando Meirelles e estrelado por Ralph Fiennes e [[Rachel Weisz] ]. Outros filmes filmados no Quênia no passado recente incluem o Prêmio da Academia vencedor  Nowhere in Africa  e 'Lara Croft Tomb Raider: The Cradle of Life' '.
"Sheena, Queen of the Jungle" ganhou grande aclamação na década de 1980 e foi um dos primeiros filmes estrangeiros a serem filmados inteiramente no local no Quênia. Outros filmes altamente aclamados (e tiro) no Quênia incluem Karen Blixen   Out of Africa , estrelado por Robert Redford e Meryl Streep e dirigido por Sidney Pollack, e  Born Free , uma adaptação da autobiografia de Joy Adamson. Em 1999, parte do filme  To Walk With Lions , que apresentou o ator Richard Harris, foi filmado no local no país. Atores de filmes notáveis do Quênia incluem Paul Onsongo, David Mulwa, Sidede Onyulo, John Sibi Okumu e Njeri Osaak.
 Die Weiße Massai  ('[The White Masai]]' '), um filme alemão sobre uma suiça que se apaixonou por um guerreiro Samburu (Maasai); ganhou um prêmio como o melhor filme de língua estrangeira (2006), embora tenha sido recebido muito mal no próprio Quênia.  Rise and Fall of Idi Amin , baseado no ditador ugandense, foi filmado no Quênia e é considerado um dos filmes mais bem sucedidos produzidos e dirigidos por um Kenyan (Sharad Patel). Os cineastas quenianos indígenas incluem Ingolo Wa Keya, Albert Wandago e Judy Kibinge.
"Nowhere in Africa '(Nirgendwo in Afrika - 2001), uma premiada produção alemã, conta uma história sobre os refugiados judeus alemães que vivem no Quênia durante a Segunda Guerra Mundial. A maior parte do filme está no Quênia e várias cenas mostram atores, tanto quenianos como principais atores alemães, falando Swahili.
Algumas das últimas produções notáveis incluem as filmagens selecionadas para a música de U2, Robbie Williams, R.E.M. e outros atos nos shows Live 8 na Europa e nos EUA em Julho de 2005, África Mon Amor, filmada durante um período de três meses em Samburu, Shaba e Lamu com uma famosa atriz alemã, Iris Berben, em 2006.
A Kenya Film Commission (KFC) foi criada pelo governo queniano em 2005, mas só se tornou plenamente operacional em meados de 2006.

## Televisão
Atuar para a televisão se mostrou popular com a audiência queniana. Este gênero tem sido em torno da década de 1960, quando atores como Mzee Pembe agraciaram a tela de televisão queniana. Outros, como Benson Wanjau (Ojwang 'Hatari) e Mary Khavere (Mama Kayai), seguiram mais tarde com suas comédias apresentadas exclusivamente em  Swahili, chegando a milhões de famílias cortesia da estação de televisão Kenya Broadcasting Corporation .
O drama sério da televisão foi testemunhado pela primeira vez no início dos anos 90 com a entrada de atores populares como Packson Ngugi, BMJ Muriithi alias [Ben Mutua Jonathan Muriithi] e Betty Achieng ', ao lado de outros thespians que apareceu em uma variedade de programas de TV seguindo a liberalização das ondas de rádio, pelo governo queniano. Tushauriane, uma série de televisão Swahili com atores finos do Quênia, como Dennis Kashero e Tony Msalame, estreou no final da década de 1980 tornando-se indiscutivelmente uma das produções mais populares para atingir as telas de TV Kenyan.
Um novo gênero sob a forma de comédia de stand-up seguido quando o ator Joni Nderitu entrou na cena. O novo estilo foi aperfeiçoado pelo grupo "Redykyulass", um trio de jovens quenianos - Walter Mong'are, Tony Njuguna e John Kiare (KJ) - que se especializaram em sátira política. Eles lampooned não só o estabelecimento, mas também Daniel Arap Moi, o presidente queniano na época.